# Husain Abdullah
Husain Ibn Muhammed Abdullah (* 27. Juli 1985 in Los Angeles, Kalifornien) ist ein ehemaliger US-amerikanischer American-Football-Spieler auf der Position des Safeties. Er spielte bei den Minnesota Vikings und den Kansas City Chiefs in der National Football League (NFL).

## Karriere
Abdullah kam 2008 in den NFL Draft, wurde aber während des Drafts von keinem Team verpflichtet. Die Minnesota Vikings nahmen den Rookie allerdings nach dem Draft unter Vertrag. Die ersten zwei Spielzeiten war der Safety lediglich Ersatzspieler, absolvierte dennoch beinahe jedes Spiel und kam auf rund einen Tackle pro Partie. In der Saison 2010 avancierte Husain Abdullah zum Starter, er kam in 15 Partien auf 54 Tackles. Nach seinem Vertragsende bei den Vikings unternahm er während der Saison 2012 zusammen mit seinem Bruder die Haddsch nach Mekka, bevor er 2013 in die NFL zurückkehrte und einen Einjahresvertrag bei den Kansas City Chiefs unterschrieb. Nachdem sein Vertrag ausgelaufen war, einigte er sich mit den Chiefs auf einen neuen Zweijahresvertrag.
Beim 41:14-Sieg der Kansas City Chiefs gegen die New England Patriots am 29. September 2014 konnte Abdullah einen gegnerischen Pass abfangen (Interception) und 39 Yards weit in die gegnerische Endzone zu einem Touchdown zurücktragen. Nach dem Touchdown war Abdullah auf den Knien gerutscht und hatte seinen Kopf für ein kurzes Gebet auf den Boden gedrückt, wofür eine 15-Yards-Strafe wegen unsportlichen Verhaltens ausgesprochen wurde, da es die Regeln verboten, beim Jubeln auf den Boden zu gehen. Die Strafe löste eine Kontroverse in den sozialen Medien aus und wurde von der NFL im Nachhinein als fehlerhaft erklärt, da der Jubel als religiöse Bekundung zulässig sei.
Am 28. März 2016 erklärte Abdullah seinen Rücktritt aus der NFL, den er mit seiner persönlichen Gesundheit begründete, nachdem er in sieben Jahren in der NFL fünf Gehirnerschütterungen erlitten hatte.

## Persönliches
Husain Abdullah ist eines von zwölf Kindern, sein älterer Bruder Hamza Abdullah spielte ebenfalls als Safety in der NFL. Als Muslim hielt er sich auch während seiner Profi-Karriere strikt an die Regeln des Ramadan. US-Präsident Barack Obama lud Husain und seinen Bruder 2011 zum jährlichen Iftar-Abendessen im Weißen Haus ein.